# Heliane Bei
Heliane Bei (* 5. November 1927 in Hamburg; † 19. November 1983 in München) war eine deutsche Bühnen- und Film-Schauspielerin.

## Werdegang
Beis Eltern waren die Schauspielerin Leopoldine Bei und Leo Stoll-Bei, der in den 1920er und 1930er Jahren ein in Wien und in den Niederlanden bekannter Sänger und Schauspieler war.
Ihre erste Rolle in einem Spielfilm hatte Heliane Bei 1949 in der österreichischen Ehekomödie Wir haben eben geheiratet. 1954 hatte sie eine tragende Rolle in dem Kinderfilm Das fliegende Klassenzimmer, für das Erich Kästner nicht nur die Buchvorlage, sondern auch das Drehbuch lieferte und im Film gleichzeitig als er selbst auftrat. Im selben Jahr folgte die Literaturverfilmung Pole Poppenspäler. Bei spielte darin die weibliche Hauptrolle der Lisei. Der Film war eine der ersten Gemeinschaftsproduktionen der Deutschen Demokratischen Republik und der Bundesrepublik Deutschland. Bis 1959 folgten noch einige wenige und weniger erfolgreiche Filme. 
Ihre prominenteste Besetzung hatte Bei an der Seite von Hans Söhnker und Hilde Krahl in dem 1955 gedrehten Film Eine Frau genügt nicht?, wo sie an dritter Stelle der Besetzungsliste genannt wurde. Bei wandte sich später dem Theater zu. So hatte sie Engagements am Wiener Volkstheater und am Tiroler Landestheater Innsbruck.
In den 1960ern lebte sie in München, wo sie auch heiratete. Bis zu ihrem Tod im Alter von 56 Jahren wurde sie von ihrem Cousin, dem bekannten Wiener Kostümbildner Leo Bei, betreut.

## Filmografie
- 1949: Wir haben eben geheiratet
- 1953: Der unsterbliche Lump
- 1954: Das fliegende Klassenzimmer
- 1954/55: Pole Poppenspäler
- 1955: Die Mädels vom Immenhof
- 1955: Eine Frau genügt nicht?
- 1956: Das Erbe vom Pruggerhof
- 1958: Küsse, die töten
- 1958: Dorothea Angermann